# Mạnh Tử

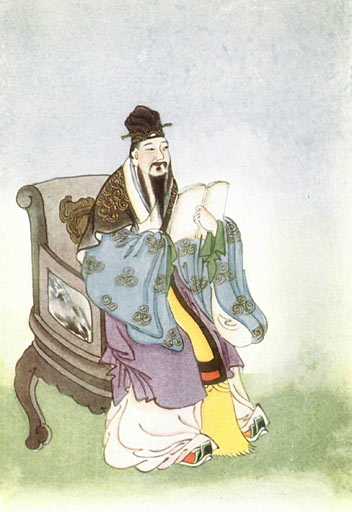
Mạnh Tử, từ cuốn, 1922 của E. T. C. Werner

Mạnh Tử (chữ Hán: 孟子; bính âm: Mèng Zǐ; 372 TCN – 289 TCN) là triết gia Nho giáo Trung Quốc và là người tiếp nối Khổng Tử. Ông được xem là ông tổ thứ hai của Nho giáo và được hậu thế tôn làm "Á thánh Mạnh Tử" (chỉ đứng sau Khổng Tử).
Mạnh Tử, tên là Mạnh Kha, tự là Tử Dư, sinh vào đời vua Liệt Vương, nhà Chu, quê gốc ở đất Trâu, nay là thành phố Trâu Thành, tỉnh Sơn Đông, Trung Quốc. Ông mồ côi cha, chịu sự nuôi dạy nghiêm túc của mẹ là Chương thị (người đàn bà họ Chương). Chương thị sau này được biết tới với cái tên Mạnh mẫu (mẹ của Mạnh Tử). Mạnh mẫu đã ba lần chuyển nhà để Mạnh Tử được ở trong môi trường xã hội tốt nhất cho việc học tập, tu dưỡng. Thời niên thiếu, Mạnh Tử làm môn sinh của Tử Tư, tức là Khổng Cấp, cháu nội của Khổng Tử. Vì vậy, ông chịu ảnh hưởng sâu sắc từ các tư tưởng Khổng giáo.
Mạnh Tử là đại biểu xuất sắc của Nho giáo thời Chiến Quốc, thời kỳ nở rộ hàng trăm trường phái tư tưởng lớn như Pháp gia, Nho gia, Mặc gia. Trong hoàn cảnh lịch sử đó, Mạnh Tử phát triển thêm tư tưởng của Khổng Tử với chủ trương dân vi quý, xã tắc thứ chi, quân vi khinh, ông cũng là người đưa ra thuyết tính thiện của con người rằng con người sinh ra đã là thiện rồi nhân chi sơ tính bản thiện, đối lập với tư tưởng của Tuân Tử rằng nhân chi sơ tính bản ác. Ông cho rằng "kẻ lao tâm trị người còn người lao lực thì bị người trị". Ông đem học thuyết của mình đi truyền bá đến vua chúa các nước chư hầu như Tề Tuyên Vương (nước Tề), Đằng Văn Công (nước Đằng), Lương Huệ vương (nước Nguỵ) nhưng không được trọng dụng. Về cuối đời, ông dạy học và viết sách. Sách Mạnh Tử của ông là một trong những cuốn sách đặc biệt quan trọng của Nho giáo.

## Tư tưởng
Mạnh Tử đề xuất tư tưởng người quân tử phải có "Hạo nhiên chính khí", cần "Lấy Đức thu phục người khác", "Người nhân từ khắp thiên hạ không có kẻ thù nào".
Mạnh Tử cho rằng bản tính của con người lúc ban đầu là Thiện, Đức của một người là quà tặng của thiên thượng (Trời), và được liên thông với thiên thượng. Ông tin rằng bản chất của con người là tốt, và nếu một người thủ đức và nỗ lực tu thân, anh ta có thể trở thành người giống như các vị vua Nghiêu, vua Thuấn. Mạnh Tử chỉ ra rằng để trở thành một con người có lý niệm, người đó cần phải giữ được 4 tiêu chuẩn, "lòng trắc ẩn, thuộc về lòng nhân từ; sự hổ thẹn, thuộc về nghĩa khí; tâm khiêm nhường, thuộc về lễ nghi; tâm thị phi, thuộc về trí tuệ" (trích từ "Cuốn đầu tay của Công Tôn Sửu" trong ‘các tác phẩm của Mạnh Tử’). Bốn đặc tính của con người này cùng các hành vi tương ứng của họ trở thành nền tảng tạo thành bốn đức tính của lòng nhân từ, nghĩa khí, lễ nghi, và trí tuệ.
Mạnh Tử cả đời vững tin vào chân lý, có trí tuệ dồi dào, giỏi trình bày và phân tích lý luận triết học. Ông kiên định khích lệ người ta làm điều thiện, lời nói nào cũng có tinh thần cổ vũ và dẫn dắt người ta.

## Khái niệm chủ yếu
1. "Nhân tâm nhất tân" (Lòng của người, một mới) - Mạnh Tử viết: Nhân, nhân tâm dã; nghĩa, nhân lộ dã (仁人心也、義人路也), nghĩa là 'Nhân' (yêu người), ấy là lòng của người; 'nghĩa' (lẽ phải chăng) ấy là đường để làm người.
2. "Vương đạo lạc thổ" (Đường vua, đất vui) - Mạnh Tử viết: Dưỡng sinh táng tử vô hám, vương đạo chi thủy dã (養生喪死無憾、王道之始也), nghĩa là "Nuôi sự sống, mất sự chết, đừng tiếc, ấy là bắt đầu của Vương đạo".
3. "Quân tử tam lạc" (Quân tử, ba vui) - Mạnh Tử viết trong sách "Tận Tâm - Thượng (盡心上)": Phụ mẫu câu tồn, huynh đệ vô cố, nhất lạc dã. Ngưỡng bất quý ư thiên, phủ bất tạc ư nhân, nhị lạc dã. Đắc thiên hạ anh tài nhi giáo dục chi, tam lạc dã (父母俱存、兄弟無故、一樂也。 仰不愧於天、俯不怍於人、二樂也。 得天下英才而教育之、三樂也), nghĩa là "Cha mẹ đều còn, anh em không bị gì, ấy là vui thứ nhất. Ngửa mặt lên trời mà không hổ, cúi đầu đối với người mà không thẹn, ấy là vui thứ nhì. Được và dạy anh tài trong thiên hạ, ấy là vui thứ ba".
4. "Nhất thiên vạn thặng" (Một trời, muôn xe) - Thầy Mạnh khuyên: Thị thích vạn thặng chi quân, nhược thích hạt phu (視刺萬乘之君、若刺褐夫) nghĩa là "Giết một ông vua có vạn cỗ xe thì cũng không khác việc giết một kẻ thường dân (làm nhục mình)".

## Mạnh tử tiên tổ
- tam thập bát thế tổ Bất Khuất
- tam thập thất thế tổ Cúc
- tam thập lục thế tổ Công Lưu
- tam thập ngũ thế tổ Khánh Tiết
- tam thập tứ thế tổ Hoàng Bộc
- tam thập tam thế tổ Sai Phất
- tam thập nhị thế tổ Hủy Du
- tam thập nhất thế tổ Công Phi
- tam thập thế tổ Cao Ngữ
- nhị thập cửu thế tổ Á Ngữ
- nhị thập bát thế tổ Công Thúc Tổ Loại
- nhị thập thất thế tổ Cổ Công Đản Phủ, Chu Thái vương
- nhị thập lục thế tổ Quý Lịch, Chu vương Quý
- nhị thập ngũ thế tổ Chu Văn vương
- nhị thập tứ thế tổ Chu công Đán
- nhị thập tam thế tổ Lỗ Thái công
- nhị thập nhị thế tổ Lỗ Dương công
- nhị thập nhất thế tổ Lỗ Nguỵ công
- nhị thập thế tổ Lỗ Hiến công
- thập cửu thế tổ Lỗ Vũ công
- thập bát thế tổ Lỗ Ý công
- thập thất thế tổ Lỗ Hiếu công
- thập lục thế tổ Lỗ Huệ công
- thập ngũ thế tổ Lỗ Hoàn công
- thập tứ thế tổ Mạnh Khánh Phủ, Lỗ Tam hoàn chi trưởng, lúc đầu xưng Trọng tôn thị, sau cải xưng Mạnh tôn thị, Mạnh thị
- thập tam thế tổ Mạnh Ngao, Mạnh Mục bá
- thập nhị thế tổ Mạnh Cốc, Mạnh Văn bá
- thập nhất thế tổ Mạnh Miệt, Mạnh Hiến tử
- thập thế tổ Mạnh Tốc, Mạnh Trang tử
- cửu thế tổ Mạnh Yết, Mạnh Hiếu bá
- bát thế tổ Mạnh Quắc, Mạnh Hy tử
- thất thế tổ Mạnh Hà Kỵ, Mạnh Ý tử
- lục thế tổ Mạnh Trệ, Mạnh Vũ bá
- cao tổ phụ Mạnh Tiệp, Mạnh Kính tử
- tằng tổ phụ Mạnh Mộ
- tổ phụ Mạnh Mẫn
- phụ Mạnh Khích, tự Công nghi.